# میرک توپولانک
میرک توپولانک (انگلیسی: Mirek Topolánek؛ زادهٔ ۱۵ مهٔ ۱۹۵۶) یک سیاستمدار اهل جمهوری چک است.